# نادي ليناريس
نادي ليناريس الرياضي (بالإسبانية: Club Deportivo Linares)‏ نادي كرة قدم إسباني تم تأسيسه في عام 1990 ، وتم حله في عام 2009.

## روابط خارجية
- CD Linares